# چاه حسن چاری
چاه حسن چاری روستایی در دهستان بندان بخش مرکزی شهرستان نهبندان استان خراسان جنوبی ایران است. بر پایه سرشماری عمومی نفوس و مسکن در سال ۱۳۹۰ جمعیت این روستا ۱۵۴ نفر (در ۳۱ خانوار) بوده‌است.